# Гусєв Олексій Олегович
Олексій Олегович Гусєв (нар. 16 березня 2005, Київ, Україна) — український футболіст, правий захисник київського «Динамо». Бронзовий призер юнацького чемпіонату Європи 2024 у складі збірної України U-19.

## Клубна кар'єра
Народився в Києві, вихованець академії столичного «Динамо». У складі вище вказаного клубу з 2018 по 2022 рік виступав у ДЮФЛУ. Напередодні старту сезону 2022/23 років переведений до юнацької команди «Динамо». Вперше до заявки першої команди киян потрапив 4 травня 2023 року на переможний (2:1) виїзний поєдинок 24-го туру Прем'єр-ліги України проти полтавської «Ворскли». Олексій просидів усі 90 хвилин на лаві запасних. Наступного сезону також грав за юнацьку команду киян, а також одного разу потрапляв до заявки першої команди на матч Прем'єр-ліги.
1 серпня 2024 року відправився в 1-річну оренду до «Зорі». Вперше до заявки першої команди луганчан потрапив 4 серпня 2024 року в переможному (2:1) домашньому поєдинку 1-го туру Прем'єр-ліги України проти петрівського «Інгульця». Олексій просидів усі 90 хвилин на лаві запасних. На професійному рівні дебютував 21 серпня 2024 року в переможному (4:1) виїзному поєдинку третього раунду кубку України проти савинцівської «Олімпії». Гусєв вийшов на поле в стартовому складі та відіграв увесь матч.

## Кар'єра в збірній
У футболці юнацької збірної України (U-17) дебютував 26 серпня 2021 року в переможному (4:0) домашньому товариському матчі проти однолітків з Вірменії. Олексій вийшов на поле в стартовому складі, на 9-й хвилині відзначився голом, а на 89-й хвилині його замінив Степан Лисенко. Загалом у збірній U-17 зіграв у 4 товриських матчах (1 гол) та в 6-ти поєдинках кваліфікації юнацького (U-17) чемпіонату Європи (4 голи).
У складі юнацької збірної України (U-19) дебютував 10 жовтня 2023 року в програному (2:4) виїзному товариському поєдинку проти юнацької збірної Південної Кореї (U-19). Гусєв вийшов на поле в стартовому складі та відіграв увесь матч. Загалом провів 11 поєдинків за команду U-19.
Викликається також до молодіжної збірної України.

## Досягнення
Юнацька збірна України (U-19):
 Бронзовий призер юнацького чемпіонату Європи: 2024